# Pinchas Sapir
Pour les articles homonymes, voir Sapir.
Pinchas Sapir (hébreu : פנחס ספיר), né Pinchas Kozlowski le 15 octobre 1906 à Suwałki en Pologne et mort le 12 août 1975 à Nevatim dans le district sud, est un homme politique social-démocrate israélien des trente premières années de la fondation d'Israël, originaire de Pologne.
Il fut ministre des Finances (1963-1968 et 1969-1974) et ministre du Commerce et de l'Industrie (1955-1965 et 1970-1972) et occupa différents postes gouvernementaux importants. Il est souvent considéré comme le père de l'économie israélienne pour ses efforts consacrés au renforcement du développement économique pendant les années de formation du pays.
Dans sa dernière année de vie fut le président de l'Agence juive et de l'Organisation sioniste mondiale.

## Biographie
Pinchas Sapir est né à Suwalki en Podlachie, au nord-est de la Pologne, alors dans l'Empire russe, dans une famille juive.
Il a étudié  dans un séminaire pédagogique religieux à Varsovie et est devenu enseignant.

En 1929, il émigre en Palestine sous le mandat britannique et s'établit dans la localité juive Kfar Sava, connue aussi comme Kfar Saba où il vivra pour tout le reste de sa vie.
Lorsqu'il est en poste, le jeune État hébreu est isolé économiquement de ses voisins et doit faire face à des dépenses énormes de défense militaire ainsi qu'à l'arrivée massive d'immigrés juifs. Sapir travaille sans relâche pour attirer les investissements étrangers, encourageant personnellement les investisseurs du monde entier à mettre en place des usines et des commerces en Israël. Il est connu pour transporter lors de ses voyages un carnet noir dans lequel il garde des informations concernant les problèmes économiques. On dit qu'à cette époque, l'économie entière d'Israël est inscrite dans ces fameux carnets noirs.
Même s'il fut souvent critiqué pour l'appui et la protection qu'il accordait aux riches investisseurs ainsi que pour la trop grande centralisation de l'économie, il est aussi reconnu comme un homme d'action qui a toujours servi les intérêts de l'économie et de la société israéliennes. Ainsi, sous ses mandats, le pays connut de très hauts taux de croissance, dépassant parfois 10 %, malgré les difficultés intérieures et extérieures. Il est pour cela considéré comme le meilleur économiste de l'histoire d'Israël.
Sapir vit dans un modeste appartement de la ville de Kfar Saba jusqu'à sa mort. Il meurt d'une crise cardiaque le 12 août 1975, lors d'une cérémonie à Moshav Nevatim. La localité de Moshav Sapir, fondé en 1978, est nommée en son honneur.